# Bøler Station
Bøler Station (Bøler stasjon) er en metrostation på Østensjøbanen på T-banen i Oslo. Stationen betjener satellitbyen Bøler sydøst for Oslo.

## Historie
Stationen åbnede 20. juli 1958, da Østensjøbanen, der dengang var sporvej, blev forlænget hertil fra Oppsal. Sporvognene endte i en vendesløjfe med af- og påstigning på den side, der vendte mod nuværende General Ruges vei eller Ytre Ringvei. Ved den sydlige ende af den nuværende T-baneperron for tog mod centrum står der stadig et rødmalet hus, der i sin tid fungerede som stationsbygning med kiosk på sydsiden og opholdsrum for vognstyrere og konduktører i resten af bygningen. Mens bygningen var i brug, var den malet blå med hvide vinduesrammer. 
I 1967 blev Østensjøbanen ombygget til T-bane og forlænget videre til Skullerud. I den forbindelse blev stationsrådet hegnet ind, kiosken nedlagt, vendesløjfen fjernet og den nedre del af Guristuveien, mod krydset Eterveien (eller den nyligt anlagte General Ruges vei) og Bølerlia, lukket.
Inde på det gamle sløjfeområdet står den første Don Quixote-skulptur, der blev flytter dertil fra området, hvor Bøler bad kom. Senere fik Bøler-kunstneren Fritz Røed til opgave at lave en ny Don Quixote-skulptur, der står oppe ved Bøler Senter. Under broen opsattes i 1973 udsmykningen "Gjenspeilng" af Bøler-kunstneren Irma Salo Jæger. Almindeligt hærværk og mangel på vedligeholdelse medførte imidlertid, at værket blev demonteret og fjernet i 1990.
Fra 7. april 2015 til 10. januar 2016 var stationen lukket, mens den blev opgraderet til metrostandard. I den forbindelse fik den en fuldstændig overhaling med universel standard, LED-belysning, seks adgangsveje og tydelig skiltning.